# Avram Galanti Bodrumlu

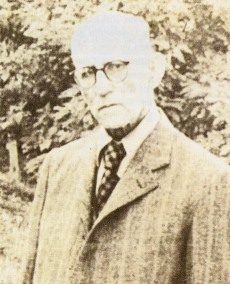
Avram Galanti Bodrumlu 1939

Abraham Galante oder Avram Galanti Bodrumlu (* 4. Januar 1873 in Bodrum; † 8. August 1961 in Istanbul) war ein türkischer Hochschullehrer, Journalist, Politiker und Philosoph jüdischen Glaubens.
Er schloss die Rüştiye in Rhodos und die Sultani İdadisi in Izmir erfolgreich ab. Er wurde Lehrer in Rhodos und Mitglied der Schulaufsichtsbehörde für jüdische und türkische Schulen auf den Ägäisinseln. 
Im Jahr 1902 ließ er sich in Izmir nieder. Zwei Jahre später ging er nach Ägypten und schloss sich dort den Jungtürken an. Er gab dort eine Zeitung heraus. 1909 unternahm er eine Europareise, um für seine Idee zu werben, eine jüdische Siedlung im Sudan zu gründen, die er der The Jewish Territorial Organization vorgeschlagen hatte. Im Jahr 1911 zog er nach Istanbul.
Während des Türkischen Befreiungskampfes übersetzte er täglich fremdsprachige Pressemitteilungen und übergab sie an den Staatsgründer Mustafa Kemal Atatürk und seine Weggefährten.
Ab 1915 arbeitete er als Hochschullehrer und Professor an der Darülfünun. Er setzte sich für die kulturelle Kontinuität der Republik ein und stellte sich gegen die Reform der türkischen Sprache und Schrift, weshalb er 1933 vom Universitätspersonal ausgeschlossen wurde. Mit Inkrafttreten des Nachnamengesetzes 1934 nahm Avram Galanti den Familiennamen Bodrumlu an.
Bei der Parlamentswahl 1943 wurde Bodrumlu für die Legislaturperiode 1944–46 zum Abgeordneten der regierenden Cumhuriyet Halk Partisi für den Wahlkreis Niğde gewählt.
Avram Galanti Bodrumlu betrachtete das jüdische Millet als untrennbar mit dem Osmanischen Staat verbunden und war gegen die Einführung des lateinischen Alphabets anstelle des arabischen Alphabets für die türkische Sprache.

## Werke
- Deux nouveaux documents sur Dona Gracie Nassy (Paris, 1913)
- Türkçede Arabi ve Latin harfleri ve imla meseleleri (Istanbul, 1925)
- Küçük Türk tetebbuları (Istanbul, 1925)
- Hamurabi Kanunu (Istanbul, 1925)
- Arabi harfleri terakkimize mani değildir (Istanbul, 1927)
- Vatandaş, Türkçe konuş! (Istanbul, 1928)
- Hitit kanunu (Istanbul, 1931)
- Documents Officiels Turcs Concernantles Juifs de Turquie Recueil de 114 lois, reglements, firmans, berats, ordres et decisions de tribunaux (Istanbul, 1931)
- Turcs et Juifs. Etude Historique Politique (Istanbul, 1932)
- Asur kanunları (Istanbul, 1933)
- Nouveaux documents sur Sabbetai Sevi (Istanbul, 1935)
- Les Synagogues d'Istanbul (Istanbul, 1937)
- Medecins Juifs au Service de la Turquie (Istanbul, 1938)
- Les Juifs de Constantinople sous Byzance (Istanbul, 1940)
- Un ferman concernant le cimetiere Juif d'Uskudar (Istanbul, 1940)
- Histoire des Juifs d'Istanbul, depuis la prise de cette ville en 1453 par Fatih Mehmed II, jusqu a nos jours (1. Band) (Istanbul, 1941)
- Appendice a l'Ouvrage Documents Officiels Turcs concernant les Juifs de Turquie (Istanbul, 1941)
- Histoire des Juifs d'Istanbul, depuis la prise de cette ville en 1453 par Fatih Mehmed II, jusqu a nos jours (2. Band) (Istanbul, 1942)
- Bodrum Tarihi (Istanbul, 1945)
- Türkler ve Yahudiler (Istanbul, 1947)
- En 1804 un incendie detruisit onze synagogues a Haskeuy (Istanbul, 1948)
- Appendice a l'Histoire des Juifs d'Anatolie (Istanbul, 1948)
- Ankara Tarihi (Tan Matbaası, 1950)
- Niğde ve Bor Tarihi (Tan Matbaası, 1951)
- Encore un nouveau recueil de documents concernant l'histoire des Juifs de Turquie - Etudes scientifiques (Istanbul, 1953)
- Türkler ve Yahudiler Eserlerime Ek (Istanbul, 1954)
- Cinquieme recueil de documents concernant les Juifs de Turquie, Divers sujets Juifs (Istanbul, 1955)
- Histoire des Juifs de Turquie, 9 cilt (Istanbul, 1986)
- Bodrum tarihi (BOSAV Yayınları, 1996)
- Sabetay Sevi ve Sabetaycıların gelenekleri (Zvi-Geyik Yayınları, August 2000)
- Üç Sami kanun koyucu (Anka Yayınları, 2002)
- Türklük incelemeleri (Yeditepe Yayınevi, Mai 2005)